# Иштар
Иштар је у Сумеру обожавана још од доба Урука (4000. године пре нове ере - 3100. године пре Христа), али број њених верника није био велик пре освајања Саргона Великог. Након ових освајања, постала је једно од најзначајнијих божанстава у сумерском пантеону, са храмовима широм Месопотамије. Посебно су је волели Асирци, постала је најзначајније божанство у њиховом пантеону, изнад њиховог националног божанства Ашура. Иштар се спомиње и у хебрејској Библији, снажно је утицала на феничанску богињу Астарту, која је касније утицала на грчку богињу Афродиту . Њен култ наставио је да цвета све до првог и шестог века нове ере када је њен значај опао у јеку хришћанства, иако је опстао у деловима Горње Месопотамије све до осамнаестог века.
Иштар се појављује у више митова него било које друго сумерско божанство. У стандардној акадској верзији Епа о Гилгамешу, Иштар тражи да Гилгамеш постане њен супруг. Када је он одбије, она ослободи Небеског бика, што доводи до смрти Енкидуа и наводи Гилгамеша да се суочи са својом смртношћу.
Најпознатији мит Инане-Иштар је прича о њеном силаску и повратку из Кур-а, древног сумерског подземља, у којем покушава да освоји домен своје старије сестре Ерешкигал, краљице подземља.

## Етимологија
Инана и Иштар биле су првобитно одвојена, неповезана божанства али су поистовећене једна са другом за време владавине Саргона Акадског и сматране су ефективно истом богињом под два различита имена. Порекло имена Инана може може бити сумерска фраза нин-ан-ак, што значи "Небеска дама".

## Порекло и развој
Инана је представљала проблем за проучавање многим учењацима због чињенице да њена сфера моћи садржи више контрадикторних аспеката него било које друго божанство. Предложене су две главне теорије о њеном пореклу.  Прво објашњење каже да је Инана резултат синкретизма између неколико претходно неповезаних сумерских божанстава. Друго објашњење каже да је Инана изворно семитско божанство и да је додата у сумерски пантеон где је преузела све улоге које још нису биле додељене другим божанствима.

## Обожавање
Пре Саргонске ере, Инана практично није имала култ, али је после Саргонове владавине брзо постала значајно божанставо сумерског пантеона. Били су јој посвећени храмови у Нипуру, Лагаш и Ур,  А главни центар култа био је Еана храм у Уруку, чије име значи "Кућа неба". Касније су је нарочито обожавали у горње Месопотамијском краљевству Асирије (модерни северни Ирак, североисток Сирије и југоисток Турске), посебно у градовима Ниневех, Ашур и Арбела. Током владавине асирског краља Ассурбанипал-а, Иштар је најважније божанство у асирском пантеону, надмашивши чак и асирског националног бога Ашура. 

## Иконографија

### Симболи
Инана-Иштарин најчешћи симбол била је осмокрака звезда мада тачан број кракова понекад варира. Шестокраке звезде се такође често јављају, али њихово симболично значење није познато.
Инана-Иштар била је повезана и са лавовима које су у древној Месопотамији сматрали симболом моћи. Њене асоцијације са лавовима почеле су током сумерских времена; посуда са хлоритом из храма Инана у Нипуру, приказује велику мачку која се бори против џиновске змије, а на кугластом натпису пише "Инана и змија", што указује да мачка треба да представља богињу. Током Акадијског периода, Иштар се често приказивао као тешко наоружана богиња ратника, са лавом као једним од њених атрибута.
Голубови су такође били истакнути животињски симболи повезани са Инана-Иштар. Голубови су приказани на култним објектима повезаним са Инаном већ почетком трећег миленијума пре наше ере. Фигурине оловних голубица откривене су у храму посвећеном Иштар у Ашуру, и датирају из тринаестог века пре нове ере.

## Личност
Сумери су обожавали Инану као богињу и рата али и плодности. За разлику од других богова, чије су улоге биле статичне, приче о Инани описују је у бројним походима. Приказана је као млада и импулсивна.
Иако су је обожавали као богињу љубави, Инана није била богиња брака, нити је на њу икада гледано као на богињу мајку. У Инанином спуштању у подземни свет, Инана према свом љубавнику Думузиду поступа безобзирно.  Овај аспект Инанине личности наглашен је у каснијој стандардној акадској верзији Епа о Гилгамешу у којој Гилгамеш указује на Иштарин лош начин опхођења према сопственим љубавницима.
Инана је такође обожавана као једно од сумерских ратних божанстава. Једна од њених химни изјављује: "Она подстиче збуњеност и хаос према онима који су јој непослушни, убрзавајући покољ и подстичући разорну поплаву, обучену у застрашујуће зрачење. То је њена игра да убрза сукоб и битку, неуморна, везање сандала." Сама битка се понекад називала „плесом Инане“.

## Каснији митови

### Еп о Гилгамешу
У акадском Епу о Гилгамешу, Иштар се појављује након што су се Гилгамеш и његов друг Енкиду вратили у Урук и захтева да Гилгамеш постане њен супруг. Гилгамеш је одбија, истичући како није добро третирала своје претходне љубавнике.
Разбешњена Гилгамешевим одбијањем, Иштар одлази на небо и говори свом оцу Ану да ју је Гилгамеш увредио.  Ану је пита зашто се жали њему уместо да се сама супротстави Гилгамешу. Иштар тражи да јој Ану преда Небеског бика и закуне се да ће, у супротном, „провалити врата пакла."
Ану даје Иштар Небеског бика, а Иштар га шаље да нападне Гилгамеша и његовог пријатеља Енкидуа. Гилгамеш и Енкиду убијају Бика и приносе његово срце богу сунца Шамашу. Док се Гилгамеш и Енкиду одмарају, Иштар стаје на зидове Урука и проклиње Гилгамеша. Енкиду отргне Бикову десну ногу и баци је у Иштарино лице (Енкиду касније умре због тог излива беса.) Исхтар заједно сазива „куртизане, проститутке и блуднице” и наређује им да тугују за Биком Небеским. У међувремену, Гилгамеш одржава прославу због победе.
Касније у епу, Утнапиштим приповеда Гилгамешу о великом потопу који је послао бог Енлил да уништи сав живот на земљи, јер су људи, правили превише буке и спречавали га да спава. Утнапиштим говори о томе како је, кад је дошло до потопа, Иштар плакала и туговала због уништења човечанства, заједно са Анунакијем. Касније, након што је поплава опала, Утнапиштим приноси дар боговима. Иштар се појављује пред Утнапиштимом носећи огрлицу од лапис лазула с перлама у облику инсеката и говори му да Енлил никада није разговарао о поплави с било којим другим богом. Она му се заклиње да никада неће дозволити да Енлил изазове још један потоп а своју огрлицу проглашава знаком заклетве. Иштар позива све богове, осим Енлила, да се окупе око приноса и уживају.